# Why This Kolaveri Di
Why This Kolaveri Di (Englisch/Tamil etwa: „Warum diese mörderische Wut, Mädchen?“) ist ein indischer Filmsong. Er stammt aus dem tamilischen Film 3 und wird vom Schauspieler und Sänger Dhanush interpretiert. Das Lied hat eine einfache und sehr eingängige Melodie, der tragikomische Text ist in einer Mischsprache aus gebrochenem Englisch und Tamil verfasst und berichtet vom Liebeskummer eines zurückgewiesenen Mannes. Why This Kolaveri Di wurde noch vor Erscheinen des Films im November 2011 vorzeitig im Internet veröffentlicht und entwickelte sich in Indien binnen kürzester Zeit zu einem popkulturellen Phänomen. Das Lied wurde auf der Internetplattform YouTube in den ersten zwei Wochen nach seiner Veröffentlichung zehn Millionen Mal aufgerufen und in sozialen Netzwerken wie Facebook und Twitter weiterverbreitet. Auch die indischen Medien berichteten ausführlich über den Erfolg von Why This Kolaveri Di.

## Entstehung

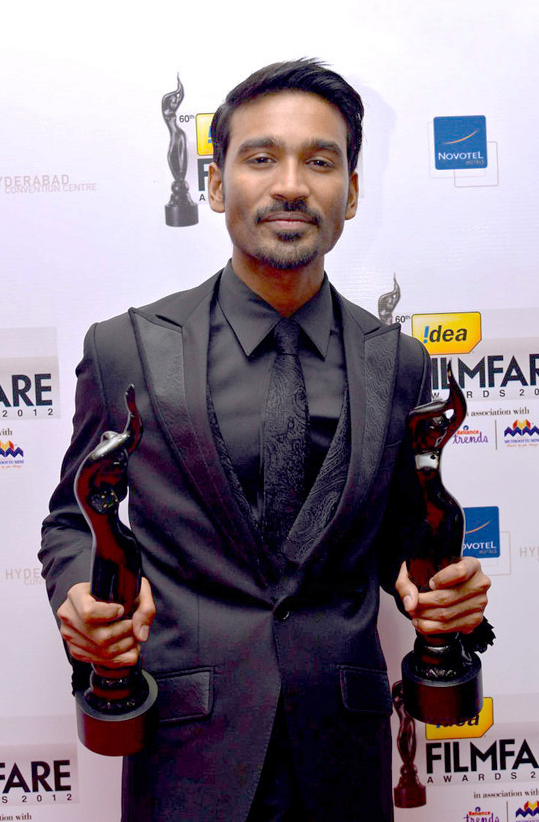
Der Schauspieler und Sänger Dhanush improvisierte den Text zu Why This Kolaveri Di.

Why This Kolaveri Di ist ein Filmsong aus dem tamilischen Film 3, wurde aber bereits vor Erscheinen des Filmes im Internet verbreitet. Die Hauptrollen in dem Film spielen der Schauspieler Dhanush und die Schauspielerin Shruti Haasan, Tochter des Filmstars Kamal Haasan. 3 ist das Regiedebüt von Dhanushs Ehefrau Aishwarya Dhanush, ihrerseits Tochter des Filmstars Rajinikanth. Die Melodie für Why This Kolaveri Di wurde von dem 21-jährigen Debütanten Anirudh Ravichander komponiert, das Lied wird vom Schauspieler Dhanush gesungen.
Why This Kolaveri Di entstand weitgehend durch Improvisation. Komponist Anirudh gibt an, die Regisseurin Aishwarya habe ein leichtes und lustiges Lied über unerfüllte Liebe angefordert, woraufhin er innerhalb von fünf bis zehn Minuten die Grundzüge der Melodie entwickelt habe. Im Tonstudio habe Dhanush zu der Melodie improvisiert und spontan die Textzeile „Why this kolaveri kolaveri kolaveri di“ gesungen. Der Rest des Textes sei in einem spontanen Prozess binnen zwanzig Minuten entstanden. Ursprünglich sei der improvisierte Text nur als Platzhalter gedacht und nicht für den Film vorgesehen gewesen.
Eine Rohversion von Why This Kolaveri Di wurde im November 2011 im Internet geleakt. Daraufhin beschlossen die Produzenten, das Lied vorzeitig im Internet zu veröffentlichen. Es wurde ein Musikvideo produziert, das den Sänger Dhanush, den Komponisten Anirudh, die Schauspielerin Shruti Haasan, die Regisseurin Aishwarya und den Toningenieur Sivakumar bei der Produktion des Liedes im Tonstudio zeigt. Am 16. November veröffentlichte die Plattenfirma Sony Music India, welche die Rechte an dem Lied hält, das Video zu Why This Kolaveri Di auf der Videoplattform YouTube. Der stellvertretende Direktor von Sony Music India erklärte, das Unternehmen habe eine virale Marketingkampagne geplant und auf eine Verbreitung des Videos im Internet gesetzt. Der Soundtrack zum Film 3 inklusive des Liedes Why This Kolaveri Di wurde am 23. Dezember veröffentlicht.
Der Film 3 erschien am 30. März 2012. Für den Film wurde zu Why This Kolaveri Di eine komödiantische Tanzsequenz auf dem Marina Beach in Chennai gedreht.

## Text
Why This Kolaveri Di ist ein tragikomisches Liebeslied, das in einfachen Sätzen vom Liebeskummer eines jungen Mannes erzählt, der von der Frau, die er liebt, zurückgewiesen wurde. Der Mann singt von einem „Mädchen mit weißer Haut“ (White skin-u girl-u girl-u, ein heller Teint gilt als Schönheitsideal), dessen Herz aber schwarz ist (Girl-u heart-u black-u). Ihre Augen hätten sich getroffen (Eyes-u eyes-u meet-u meet-u), doch jetzt sei seine Zukunft dunkel (My future-u dark-u). Der Mann wünscht sich die Frau sehnlichst zurück, wähnt sich bereits im Sterben und fragt sich, wie sie in dieser Situation glücklich sein kann (I want you here now-u, God-u I am dying now-u, she is happy how-u). Das Selbstmitleid des Mannes kulminiert im Refrain in der Frage „Warum diese mörderische Wut, Mädchen?“ (Why this kolaveri di). Neben dem eigentlichen Liedtext enthält der improvisierte Song zahlreiche Zwischenbemerkungen des Sängers an den Komponisten am Keyboard („Rhythm correct. Maintain, please“, „Der Rhythmus ist gut. Bitte halten“).
Der Text von Why This Kolaveri Di ist in einer Mischsprache aus gebrochenem Englisch und Tamil verfasst, die bisweilen ironisch als „Tanglish“ bezeichnet wird. Bis auf das Schlüsselwort kolaveri und Zwischenbemerkungen des Sängers sind alle Wörter des Liedes englisch, Phonetik und Grammatik des Textes sind aber heftig vom Tamil beeinflusst. In der Aussprache fällt der Hilfvokal -u [ɯ] auf, der wie im Tamil zur Erleichterung der Aussprache Wörtern angefügt wird, die mit einem Konsonanten enden. Die Syntax ist rudimentär („Girl-u heart-u black-u“ für „The girl's heart is black“, „Das Herz des Mädchens ist schwarz“) und deutlich vom Tamil beeinflusst („She is happy how-u“ für „How can she be happy“, „Wie kann sie nur froh sein?“). Der tamilische Einfluss auf die Grammatik geht so weit, dass tamilische Suffixe mit englischen Wörtern benutzt werden, so etwa das Lokativ-Suffix -la in „Distance-la moon-u“ („In der Ferne [scheint] der Mond“). Als Dhanush dazu ansetzt, die Zeile Kai-la glass-u (Tamil für „in der Hand ein Glas“) zu singen, wird er von dem Toningenieur daran erinnert, nur auf Englisch zu singen („Only English!“), und ersetzt das tamilische Wort kai durch das englische hand („Hand-la glass-u, glass-la scotch-u, eyes-u full-aa tear-u“, „In der Hand ein Glas, im Glas ein Scotch, die Augen voller Tränen“).
Einige tamilische Wörter und Slang-Begriffe im Liedtext sind für Nicht-Tamilen nicht ohne weiteres verständlich. Das tamilische Wort kolaveri (கொலைவெறி), das in Titel und Refrain des Liedes vorkommt, bedeutet wörtlich „mörderische Wut“, wird aber häufig in der umgangssprachlichen Wendung „En inda kolaveri“ (ஏன் இந்தக் கொலைவெறி, wörtlich „warum diese mörderische Wut?“) benutzt. Die Partikel di (டி) ist im Tamil eine vertrauliche Anredepartikel, die Frauen gegenüber benutzt wird. Der Titel Why This Kolaveri Di lässt sich mit „Warum hasst du mich so, Mädchen?“ frei übersetzen. Am Anfang des Liedes deklariert der Sänger Dhanush das Stück als soup song („Yo boys, I am sing song, soup song“, „He Jungs, ich singe ein Lied, einen soup song“). Zweifel über die Bedeutung des Wortes soup (eigentlich „Suppe“) klärte Dhanush via Twitter: „Soup song na love failure song. [...] Doubt clear aa ?“ („Soup song bedeutet ein Lied vom Scheitern in der Liebe. Zweifel beseitigt?“).

## Rezeption

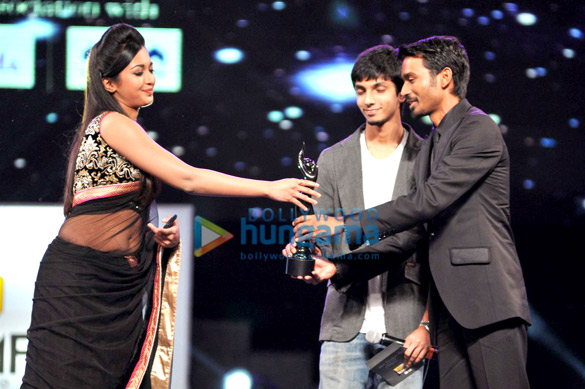
Dhanush und der Komponist Anirudh Ravichander empfangen bei den Filmfare Awards South 2013 einen Preis für 3.

Why this Kolaveri Di erreichte nach seiner Veröffentlichung eine enorme Popularität und entwickelte sich binnen kürzester Zeit zu einem Internetphänomen. Das Video zu Why This Kolaveri Di wurde am 16. November 2011 von Sony Music India auf der Videoplattform YouTube eingestellt. Bis zum 26. November wurde das Video fünf Millionen Mal aufgerufen, Am 30. November wurde die 10-Millionen-Marke durchbrochen. Zum Jahreswechsel 2011/2012 lag die Zahl der Aufrufe bereits bei 30 Millionen. Auf dem Mikroblogging-Dienst Twitter wurde Why This Kolaveri Di am 21. November zum wichtigsten indischen Trend. Im sozialen Netzwerk Facebook wurde der Link auf das Video binnen weniger als einer Woche 8,2 Millionen Mal weiterverbreitet. Als erster tamilischer Filmsong wurde Why This Kolaveri Di indienweit von Radiosendern und dem Musikfernsehsender MTV India ausgestrahlt.
Dem Erfolg von Why This Kolaveri Di folgte ein großes Echo in der indischen Presse. Außerhalb Indiens fand Why This Kolaveri Di Erwähnung im amerikanischen Magazin Time und wurde vom amerikanischen Fernsehsender CNN zum Lied des Jahres erklärt. Der Erfolg des Liedes wird neben den Ohrwurmqualitäten der Melodie auch seiner Originalität zugeschrieben. Der an Absurdität grenzende Text sorge für Komik, spreche aber zugleich die Versagensängste junger Männer an. Durch seine Antihelden-Rolle in dem Lied unterstreiche Schauspieler Dhanush sein Image als „Junge von nebenan“ und sorge so dafür, dass seine Fans sich mit ihm identifizieren können. Die Sprache des Liedes spreche vor allem die englischkundige urbane Jugend an. Why This Kolaveri Di verkörpere dabei einen Trend bei den tamilischen Filmsongs hin zu umgangssprachlichen, mit Anglizismen versetzten Texten. Das gebrochene „Tanglish“ gebe dem Lied einen tamilischen Kolorit, mache es zugleich aber auch Nicht-Tamilen zugänglich.
Im Internet sind zahlreiche Imitationen und Parodien des Liedes aufgetaucht, darunter Versionen mit weiblicher Stimme, auf Tamil, auf Hindi und auf Panjabi im Bhangra-Stil. Eine tamilische „Gegen-Version“ aus Jaffna kritisiert den Sprachmischmasch in Why This Kolaveri Di und fragt in der Diktion des tamilischen Kulturnationalismus: „Warum dieser mörderische Hass auf die Tamil-Sprache? [...] Die Tamil-Sprache ist älter als Stein und Sand. Wenn du Tamile bist, solltest du ein wenig Selbstachtung haben“.
Kritiker haben Why This Kolaveri Di eine misogyne Tendenz vorgeworfen. Das Lied gebe nur der Frau die Schuld am Scheitern der Romanze. Damit untermauere das Lied wie viele andere tamilische Filmsongs die dominante männliche Perspektive in Liebesdingen. Der Sänger Dhanush wies die Kritik in einem Fernsehinterview zurück. Er habe schließlich von einem „white skin-u girl-u girl-u“ und nicht von „girls-u girls-u“ gesungen, also eine spezifische Frau im Film und nicht Frauen im Allgemeinen gemeint. Ohnehin, betont er, dürfe man Why This Kolaveri Di nicht zu ernst nehmen, es sei nur ein „albernes Lied“.
Die türkische Sängerin Sertab Erener coverte im Jahr 2013 Why This Kolaveri Di auf ihrem Studioalbum Sade unter dem Titel Söz.
Zwei Jahre später coverten die türkischen Musiker Sıla Gençoğlu sowie Özcan Deniz den Song für einen Coca-Cola Werbespot. Das dazugehörige Musikvideo ähnelt auch der Szene aus dem Film.